# Dave Baez
Dave Baez, właściwie David L. Ortíz (ur. 26 czerwca 1971 roku w New Bedford, w stanie Massachusetts) – amerykański portorykański aktor telewizyjny filmowy i teatralny, model.

## Życiorys
Ma francusko-kanadyjskie i portugalskie pochodzenie. Ukończył University of Massachusetts w Dartmouth z tytułem licencjata. W 1993 roku przyłączył się do The Experimental Stage jako asystent reżysera i producenta. Następnie przeniósł się do Miami. Po raz pierwszy wystąpił na deskach Hollywood Playhouse w Hollywood, na Florydzie.
Pracował jako model dla takich fotografów jako Peter Lindberg, Bruce Weber, Mario Testino, Albert Watson, Sante D'Orazio, David LaChapelle, występował w reklamach Ralph Lauren, Versace, The Gap, Brooks Brothers, Buegal Boy, Structure, Champion, Chevrolet, Buick, Sprite, Caress i Verizone.
Grał w spektaklu Charlesa E. Drew Jr. Soil na scenie The Mint Theater w Nowym Jorku i The Lillian Theater w Los Angeles. Na dużym ekranie zadebiutował w hiszpańskiej sportowej komedii romantycznej Poza czas (Golpe de estadio, 1998). Międzynarodową sławę przyniósł mu występ w serialach: NBC Mów mi swatka (Miss Match, 2003–2004), NBC Las Vegas (2005) i CBS Dexter (2007). W 2004 roku znalazł się na liście 25-u Hiszpańskich Najgorętszych Kawalerów. W melodramacie-thrillerze Cena przetrwania (9/Tenths, 2006) wystąpił obok Gabrielle Anwar i Henry’ego Iana Cusicka jako Meksykanin Elias.
Ma córkę June (ur. 2001).

## Filmografia

### Filmy kinowe/wideo
- 2007: Na lalce (On the Doll) jako Rick
- 2007: L.A. Blues (LA Blues) jako Eric
- 2006: Cena przetrwania (9/Tenths) jako Elias
- 2005: Kruk IV (The Crow: Wicked Prayer) jako Tanner
- 2003: Casa de los babys jako Rufino
- 1998: Poza czas (Golpe de estadio) jako Antonio

### Seriale TV
- 2007: Dexter jako Gabriel
- 2005: Wszystko o nas (All of Us)
- 2005: Las Vegas jako Bobby
- 2003–2004: Mów mi swatka (Miss Match) jako Ramon Vasquez